# Walki nad jeziorem Chasan

Mapa działań zbrojnych nad jeziorem Chasan

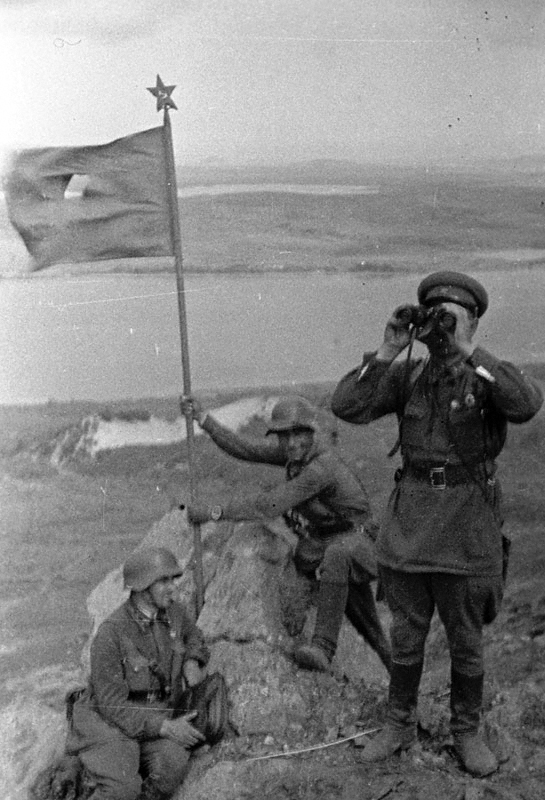
Zdjęcie przedstawiające żołnierzy Armii Czerwonej na wzgórzu Zaoziornaja, uważane jest za fotografię propagandową (autor podaje że zdjęcie to zostało wykonane po bitwie i rozpowszechnione przez agencję informacyjną Tass.)

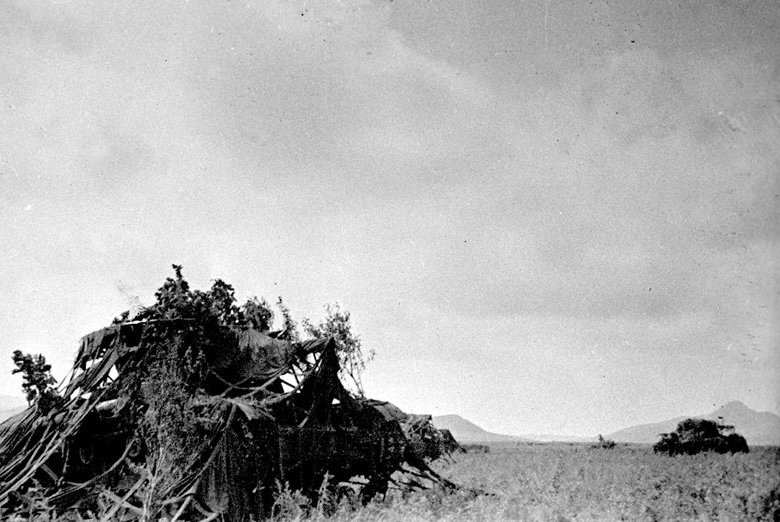
Zamaskowane radzieckie czołgi w czasie walk nad jeziorem Chasan

Walki w rejonie jeziora Chasan (ros. Хасанские бои) – pierwsze poważne starcie zbrojne z serii incydentów granicznych, (1932–1939) pomiędzy wojskami radzieckimi i japońskimi. Starcie było wywołane przez ZSRR i skończyło się remisem (uwzględniając dysproporcje sił można uznać zwycięstwo Japonii).

## Przyczyny konfliktu
Przyczyny pośrednie konfliktu są bardzo trudne do ustalenia. Jednym z powodów mogła być chęć pomocy Chinom, które już od miesięcy toczyły nierówną walkę z Japonią. Zwycięskie radzieckie natarcie na japońskie pozycje mogło bardzo pozytywnie wpłynąć na morale osamotnionej armii Czang Kaj-szeka oraz na lojalność jego chwiejnych sprzymierzeńców marzących o krótkiej wojnie i czekających na odsiecz ze strony Stalina (złudzenia te były skutecznie podsycane przez Czanga). Dodatkowo prowokacje radzieckie mogły również spowodować przerzucenie sił japońskich z frontu w Chinach nad granicę radziecko-mandżurską, co realnie pomogłoby Chinom. Nie bez znaczenia była sama demonstracja siły Armii Czerwonej, która po czystkach uważana była za „kolosa na glinianych nogach”.

## Siły obu stron
Armia Cesarska
- 19. Dywizja Piechoty - wzmocniona do liczby ok. 20 tysięcy żołnierzy (tylko ok. 7tys. brało udział w walkach.) – d-ca: gen.-por. Kamezo Suetaki
  - 73. Pułk Piechoty
  - 75. Pułk Piechoty – d-ca: płk. Kōtoku Satō
  - 76. Pułk Piechoty

 Armia Czerwona
- 1 Armia - o sile 70 tys. ludzi (30 tys. brało udział w walkach – d-ca: komdiw Kuźma Podłas
  - 39. Korpus Strzelecki – d-ca: komkor Grigorij Sztern
    - 32 Dywizja Strzelecka – d-ca: płk. Nikołaj Bierzarin
    - 40 Dywizja Strzelecka – d-ca: płk. W. K. Bazarow
    - 2. Brygada Zmechanizowana (czołgi BT-5 i BT-7 oraz czołgi-miotacze ognia ChT-26) – d-ca: płk Aleksiej Panfiłow
    - 32. samodzielny batalion czołgów (przydzielony do 32. Dywizji Strzeleckiej, czołgi T-26) – d-ca: mjr Michaił Alimow
    - 40. samodzielny batalion czołgów (przydzielony do 40. Dywizji Strzeleckiej, czołgi T-26) – d-ca: starszy lejtnant Sitnikow

Łącznie siły sowieckie liczyły ok. 30 tysięcy żołnierzy, ok. 250 dział, ok. 250 czołgów i trochę mniej niż 400 samolotów.

## Przebieg konfliktu
Konflikt rozpoczął się, gdy jednostki graniczne Armii Czerwonej na polecenie Michaiła Frinowskiego 8 lipca 1938 roku zajęły wzgórze Zaoziornaja (ros. Заозёрная; chiń. 張鼓峰 Zhanggufeng). Strona radziecka swoje działania uzasadniała przekonaniem, iż granica z Mandżukuo przebiega wzdłuż pasma górskiego na zachód od jeziora Chasan. Japonia od razu przystąpiła do działań drogą dyplomatyczną, chcąc uniknąć eskalacji konfliktu, a jednocześnie w rejon nadgraniczny przybyła 19. Dywizja Piechoty Armii Koreańskiej.
Strona radziecka miała jednak zupełnie inne zamiary. Początkowo dowódca Frontu Dalekowschodniego, marszałek Wasilij Blücher, nie chcąc doprowadzić do rozlewu krwi, zwrócił się do Moskwy, prosząc o wycofanie oddziałów granicznych. Marszałek bowiem zdawał sobie sprawę, że teren możliwych działań wojennych nie należy do najlepszych. Jest on najbardziej na południe wysuniętym obszarem Kraju Nadmorskiego ze słabą infrastrukturą bez żadnych utwardzonych dróg. Pora roku też nie sprzyjała działaniom wojennym, charakteryzowała się dużymi opadami. Dodatkowo, siły Frontu Dalekowschodniego, jak i cała Armia Czerwona, były zdruzgotane tzw. Wielką Czystką, brakowało kadry dowódczej, w oddziałach panowało rozprężenie. Gotowość bojowa frontu była poważnie obniżona. Z Moskwy przyszedł jednak rozkaz obrony "radzieckiego" terytorium.
Walki wybuchły 29 lipca 1938 roku, lotnictwo sowieckie zbombardowało wtedy japońskie linie kolejowe przy rzece Tuman oraz gdy tego samego dnia radzieckie jednostki graniczne zajęły wzgórze Biezymiannaja (Безымянная; chiń. 沙草峰 Shacaofeng). Japońska 19. Dywizja Piechoty natychmiast przeszła do działania. Generał Kamezo Suetaki rozkazał kompanii piechoty, która od 21 lipca zajmowała wzgórze Bogomolnaja (Богомольная; chiń. 將軍峰 Jiangjunfeng), by ta kontratakowała w kierunku wzgórza Biezymiannaja. Do 31 lipca wzgórza Changkufeng (Zaoziornja) i Shachao-feng (Biezymiannaja) były z powrotem w rękach japońskich.
2 sierpnia z rozkazu marszałka Blüchera do ataku przeszła 40. Dywizja Strzelecka. Dywizja miała jednak bardzo ograniczone pole manewru, bowiem zakazano jej przekraczania granicy. Wsparcie z powietrza zostało poważnie zredukowane. Atak zakończył się wysokimi stratami i porażką.
W rejon walk przysłano 39. Korpus Strzelecki pod dowództwem komkora Grigorija Szterna. Tym razem przyszedł rozkaz z Moskwy, by natarcie przeprowadzić ze skrzydeł, co oznaczało wejście na teren bezspornie należący do Mandżukuo. Atak rozpoczął się 6 sierpnia i pomimo znacznej przewagi liczebnej, użycia czołgów i ponad 200 samolotów, siły radzieckie nie odniosły sukcesu.
Jak donosił reporter Associated Press (niezależnej od propagandy sowieckiej i japońskiej) - sowieckim wojskom udało się przynajmniej raz lub nawet dwa razy tymczasowo odbić część wzgórza, ale podkreślał też, że japońskie wojska na końcu zmagań kontrolowały szczyty obu wzgórz - co w wojskowym sensie uczyniło ich zwycięzcami.
10 sierpnia Ludowy Komisarz Spraw Zagranicznych ZSRR Maksim Litwinow przedstawił ambasadorowi Japonii Shigemitsu propozycję porozumienia. Walki ustały 11 sierpnia o godzinie 13:30 czasu miejscowego.

## Taktyka
Podczas walk nad jeziorem Chasan Sowieci użyli w dużej liczbie swoich sił pancernych - czołgów T-26 i BT. Były jednak one źle zarządzane - były rzucane do ataków w niewielkich grupach, bez wsparcia piechoty i artylerii. Dodatkowo, po długiej jeździe w 30-stopniowym upale czołgiści byli w złym stanie psychofizycznym. Część czołgów ugrzęzła na bagnach, bo nie zadbano o rozpoznanie terenu przyszłych walk. Japończycy - bez lotnictwa i broni pancernej, używając tylko butelek z benzyną oraz nielicznych dział ppanc zniszczyli 96 radzieckich czołgów i ostatecznie odparli wszystkie ataki wojsk pancernych.
Z pozostałymi częściami armii nie było lepiej: raporty Sowietów mówią o niecelnym ostrzale artyleryjskim i lotniczym rażącym własne wojska. Przypominają też o nieefektywnym używaniu żołnierzy - braku dobrego przywództwa (efekt czystek Stalina) dezorganizacji i demoralizacji piechoty oraz zbędnym rozpraszaniu sił.

## Skutki konfliktu
Skutki konfliktu były istotne w przyszłości. Działania Armii Czerwonej nie wpłynęły znacząco na ofensywę Japonii w Chinach, ale sprawiły, że Japończycy uznali Armię Czerwoną za zupełnie niezdolną do działania, która nie potrafi wykorzystać swojej przewagi liczebnej i technologicznej. W swojej ocenie (poniekąd słusznej) ignorowali sprzyjające im warunki pogodowe i terenowe, które znacznie utrudniały Armii Czerwonej działania. Nabrali niebezpiecznego przekonania, że determinacja i wola walki są ważniejsze od technologii. Miało się to zemścić na Japończykach niespełna rok później w bitwie nad rzeką Chałchin-Goł.
Dowództwo Armii Czerwonej zdało sobie sprawę, że lokalizacja walk była wybrana fatalnie, a dalsze ich przeciąganie prowadzić będzie do powiększania i tak ogromnych już strat. Marszałek Wasilij Blücher został pozbawiony dowództwa Frontu Dalekowschodniego, a 28 października aresztowany i zakatowany na śmierć, będąc jedną z ostatnich ofiar terroru lat 30. Front Dalekowschodni został zreorganizowany w dwie samodzielne armie.
26 oficerów i żołnierzy radzieckich otrzymało tytuł Bohatera Związku Radzieckiego a 95 Order Lenina.